# La Chureca
La Chureca es el basurero municipal más grande de Nicaragua, situado en Managua. Con unas 42 hectáreas de extensión, en él se botan unas 1000 toneladas de basura diariamente.

## Ubicación
La Chureca se encuentra ubicada en el barrio Acahualinca, en el distrito II de Managua, en el extremo noroeste de la ciudad y a orillas del Lago Xolotlán y es el más grande de Nicaragua. Acahualinca es uno de los barrios con menor calidad de acceso a los servicios básicos. 
Además es importante mencionar que en este barrio se encuentran las Huellas de Acahualinca, como evidencia más antigua de la existencia de habitantes en Nicaragua.

## Situación ambiental
Con una dimensión superficial de unas 40 hectáreas y una profundidad media de 30 metros, el vertedero recibe unas 1.300 toneladas diarias de residuos sólidos urbanos.
Debido a su ubicación, a sus dimensiones crecientes y a su falta de tratamiento adecuado, La Chureca supone un enorme problema medioambiental: Los efluentes lixiviados se infiltan en los acuíferos y contaminan sus aguas, así como las del lago. El gas metano generado por la descomposición de los residuos orgánicos escapa a la atmósfera contribuyendo a reforzar el efecto invernadero a escala global. Constantes fuegos espontáneos producen una atmósfera irrespirable que afecta a los habitantes de los barrios cercanos.

## Actividad en el vertedero

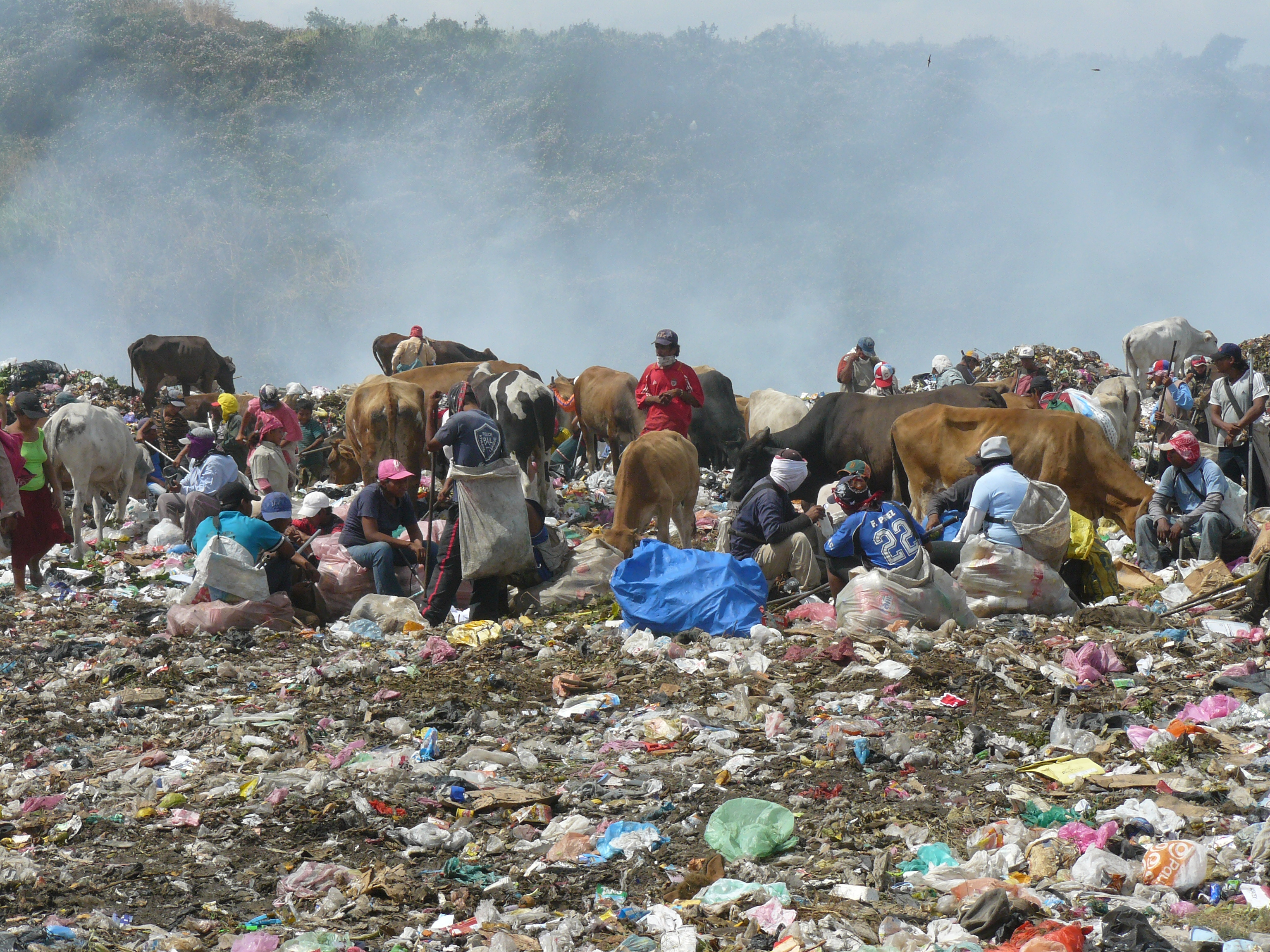
Esperando al camión.

El problema pudiera ser mucho mayor si no se contara con la acción de los “churequeros”, ciudadanos pobres que, en número aproximado de 1500, seleccionan en el propio vertedero los materiales que pueden ser reciclados o tienen alguna posibilidad de comercialización (vidrio, plásticos, metales, papel y cartón, fundamentalmente). Esto genera una intensa actividad económica de la que se benefician miles de familias, alguno de cuyos miembros se dedican a la recolección de materiales, al lavado, al acopio, al transporte o a su comercialización. Hasta 2500 personas pudieran estar directamente implicadas en alguna de estas tareas, principalmente en los barrios colindantes con La Chureca, donde se utilizan las propias viviendas como almacenes de acopio y distribución. Uno de los barrios, habitado por unas 200 familias, está ubicado dentro del mismo vertedero.

## Situación social

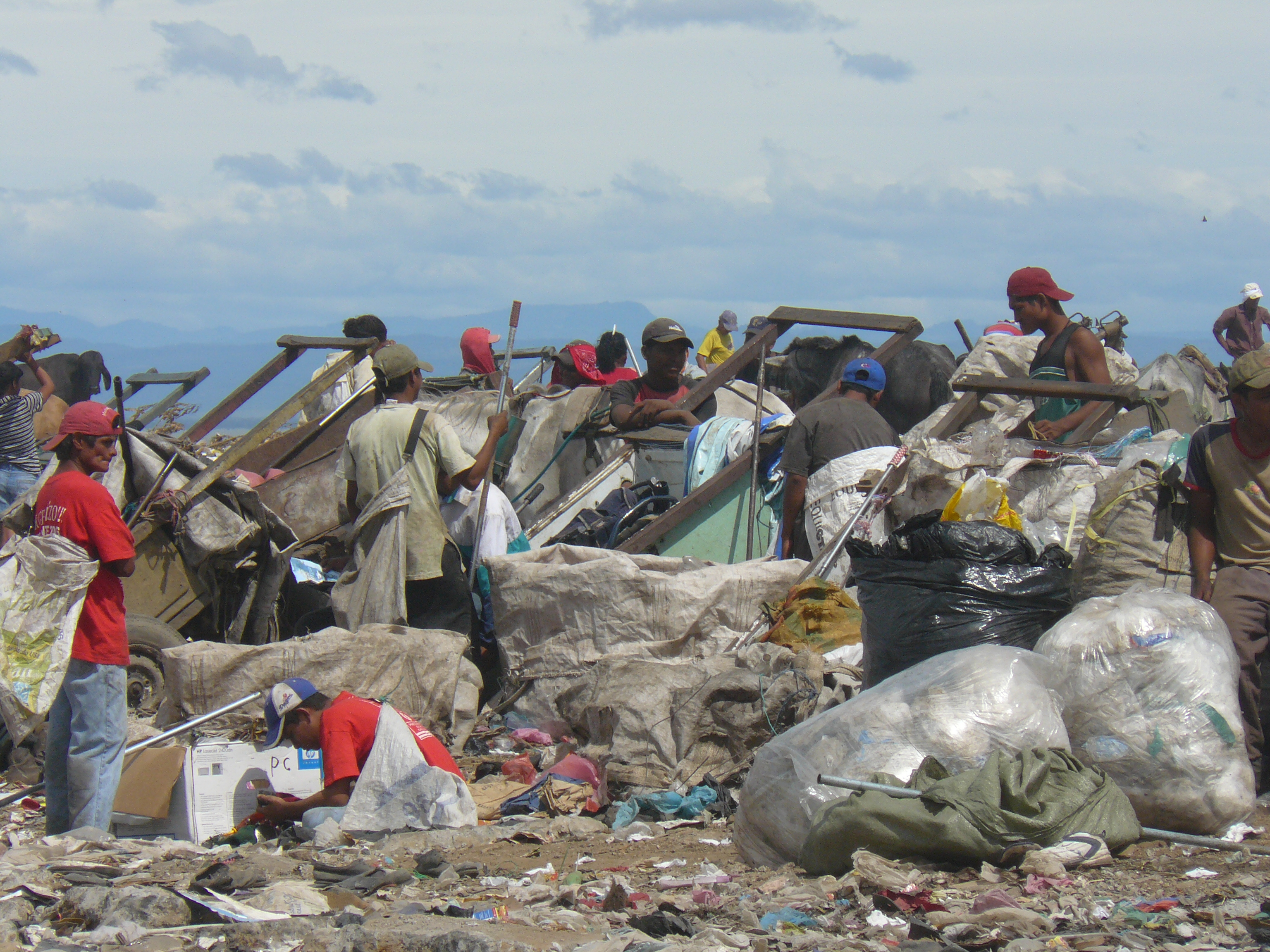
"Carreterones" en el vertedero.

Con una población aproximada de 18 000 personas, la situación socioeconómica en los barrios colindantes con La Chureca es de extrema pobreza, marginalidad y exclusión social. La mayor parte de las casas están construidas con materiales de desecho, básicamente chapas de zinc y de acero, y carecen en gran medida de los servicios urbanos básicos.
En el vertedero confluyen a un mismo tiempo los 1500 churequeros, los camiones de recogida de basuras, la maquinaria de nivelación y los empleados de la Alcaldía, más unos 60 carros tirados por uno o dos caballos que sirven para el transporte de materiales a los centros de acopio y con doscientas vacas cebú que “pastan” allí diariamente. Todo ello unido al humo permanente que surge de la basura y a los centenares de zopilotes carroñeros que acuden a alimentarse sin mayores dificultades.

## Escuela La Esperanza
Atiende a los niños/as del sector de La Chureca, apoyándoles, ya que se encuentra ubicada directamente en la misma. Brinda educación formal en preescolar y primaria en turnos matutino y vespertino.
Cuenta con una población de alrededor 237 estudiantes, 8 maestros, de los cuales solamente dos han estudiado en la universidad; tiene dos turnos y cuenta con los tres niveles de educación preescolar y con primaria completa. (Datos del 2006)
La Chureca hoy en día 2015, ha cambiado completamente, ya no es un basurero, se han implementado muchos proyectos en este sitio, trayendo muchos beneficios para la gente que vivía en sus alrededores.